# Gökhan Durmuş
Gökhan Durmuş (* 17. Februar 1987 in Trabzon) ist ein türkischer Fußballspieler.

## Karriere
Durmuş begann mit dem Vereinsfußball 1999 in der Jugend von Değirmenderespor und stieg hier 2005 in die Profimannschaft auf. Bei diesem Verein spielte er bis zum Sommer 2009, wobei sein Verein im Sommer 2008 von Trabzonspor aufgekauft und in Trabzon Karadenizspor umbenannt wurde. Anschließend spielte Durmuş für die Vereine Gümüşhanespor, İskenderun Demir Çelikspor, Ofspor und Tokatspor.
Im Sommer 2012 kehrte er zu Ofspor zurück. Bis zum Saisonende erzielte er hier als Abwehrspieler in 27 Ligaspielen elf Tore.
Nach einem Jahr bei Ofspor wechselte er in die türkische TFF 1. Lig zum Aufsteiger Kahramanmaraşspor.

## Erfolge
Mit Değirmenderespor
- Meister der TFF 3. Lig und Aufstieg in die TFF 2. Lig: 2006/07